# Caracteristică Euler
În matematică, în special în topologia algebrică, geometria discretă și cea combinatorică, caracteristica Euler (sau numărul Euler, sau caracteristica Euler–Poincaré) este un invariant topologic, un număr care descrie forma sau structura unui spațiu topologic indiferent de modul în care este el îndoit. Este notată în mod obișnuit cu litera grecească {\displaystyle \chi \,}(hi).
Caracteristica Euler a fost inițial definită pentru suprafețele poliedrelor și utilizată pentru a demonstra diverse teoreme despre acestea, inclusiv clasificarea poliedrelor platonice. A fost menționată pentru poliedrele platonice în 1537 într-un manuscris nepublicat al lui Francesco Maurolico. Leonhard Euler, al cărui nume îl poartă conceptul, l-a generalizat pentru suprafețele poliedrelor convexe, dar nu a reușit să demonstreze riguros că este un invariant. În matematica modernă, caracteristica Euler apare din omologie și, mai abstract, din algebră omologică.

## Poliedre
Inițial caracteristica Euler {\displaystyle \chi } a fost definită pentru suprafețele poliedrelor, pentru care există relația
{\displaystyle \chi =V-M+F\,}
unde V, M, și F sunt numărul de vârfuri (colțuri la 3D), de laturi (muchii la 3D), respectiv de fețe ale poliedrului dat. Orice poliedru convex are caracteristica Euler
{\displaystyle V-M+F=2\,}
Ecuația, stabilită de Euler în 1758, este cunoscută drept formula lui Euler pentru poliedre. Ea corespunde caracteristicii Euler a sferei (adică χ = 2), și se aplică ls fel poliedrelor sferice. Tabelul următor ilustrează aplicarea formulei la poliedrele platonice.
| Nume             | Imagine | Vârfuri V | Muchii M | Fețe F | Caracteristica Euler: {\displaystyle V-M+F\,} |
| ---------------- | ------- | --------- | -------- | ------ | --------------------------------------------- |
| Tetraedru        |         | 4         | 6        | 4      | 2                                             |
| Hexaedru sau cub |         | 8         | 12       | 6      | 2                                             |
| Octaedru         |         | 6         | 12       | 8      | 2                                             |
| Dodecaedru       |         | 20        | 30       | 12     | 2                                             |
| Icosaedru        |         | 12        | 30       | 20     | 2                                             |

Suprafețele poliedrelor neconvexe pot avea diverse caracteristici ale lui Euler:
| Nume                     | Imagine | Vârfuri V | Muchii M | Fețe F | Caracteristica Euler: {\displaystyle V-M+F\,} |
| ------------------------ | ------- | --------- | -------- | ------ | --------------------------------------------- |
| Tetrahemihexaedru        |         | 6         | 12       | 7      | 1                                             |
| Octahemioctaedru         |         | 12        | 24       | 12     | 0                                             |
| Cubohemioctaedru         |         | 12        | 24       | 10     | −2                                            |
| Micul dodecaedru stelat  |         | 12        | 30       | 12     | −6                                            |
| Marele dodecaedru stelat |         | 20        | 30       | 12     | 2                                             |

Pentru poliedrele regulate Arthur Cayley a completat formula lui Euler ținând seama și de densitatea D, densitatea figurii vârfului dv și densitatea feței {\displaystyle d_{f}}:
{\displaystyle d_{v}V-M+d_{f}F=2D.}
Această relație funcționează atât pentru poliedrele convexe (la care toate densitățile au valoarea 1) cât și pentru poliedrele Kepler–Poinsot, neconvexe.
Toate suprafețele poliedrelor proiective au caracteristica Euler 1, ca planul proiectiv, în timp ce suprafețele poliedrelor toroidale au caracteristica Euler 0, ca torul.

### Grafuri plane
Caracteristica Euler poate fi definită pentru grafurile plane conectate prin aceeași formulă {\displaystyle V-M+F\,} ca la suprafețele poliedrice, unde F este numărul de fețe din graf, inclusiv fața exterioară.
Caracteristica Euler a oricărui graf plan conectat G este 2. Acest lucru este ușor demonstrat prin inducție asupra numărului de fețe determinat de G, începând cu un arbore al cazului de bază. Pentru arbori, {\displaystyle M=V-1\,} și {\displaystyle F=1}. Dacă G are C componente (grafuri deconectate), același argument prin inducție pe F arată că {\displaystyle V-M+F-C=1\,}. Una dintre puținele lucrări despre teoria grafurilor a lui Cauchy demonstrează, de asemenea, acest rezultat.
Prin proiecția stereografică, planul se asimilează cu o 2-sferă (sferă bidimensională), astfel încât un graf conectat corespunde unei descompuneri poligonale a sferei, care are caracteristica Euler 2. Acest punct de vedere este implicit în demonstrația lui Cauchy a formulei lui Euler prezentată mai jos.

### Demonstrația formulei lui Euler

Pașii demonstrației în cazul cubului

Există multe demonstrații ale formulei lui Euler. Una a fost dată de Cauchy în 1811, în modul următor. Demonstrația se aplică oricărui poliedru convex și, mai general, oricărui poliedru a cărui frontieră este echivalentă topologic cu o sferă și ale cărei fețe sunt echivalente topologic cu discurile.
Se îndepărtează o față a suprafeței poliedrice. Trăgând de marginile feței lipsă. se deformează tot restul într-un graf plan de puncte și curbe, astfel încât perimetrul feței lipsă să fie plasat spre exterior, înconjurând graful obținut, așa cum este ilustrat de primul dintre cele trei grafuri în cazul particular al cubului. (Presupunerea inițială că suprafața poliedrică este homeomorfă cu o sferă este ceea ce face posibil acest lucru.) După această deformare, fețele regulate nu mai sunt în general regulate. Numărul vârfurilor și muchiilor a rămas același, dar numărul fețelor a fost redus cu 1. Prin urmare, demonstrarea formulei lui Euler pentru poliedru se reduce la demonstrarea {\displaystyle V-M+F=1\,} pentru acest obiect plan deformat.
Dacă există o față cu mai mult de trei laturi, se desenează o diagonală — adică o curbă pe față care conectează două vârfuri care nu erau încă conectate. Aceasta adaugă o muchie (latură) și o față și nu modifică numărul de vârfuri, deci nu modifică cantitatea {\displaystyle V-M+F\,}. (Aici este necesară presupunerea că toate fețele sunt discuri, pentru a arăta prin teorema curbei Jordan că această operație crește numărul fețelor cu una.) Se continuă adăugarea de muchii în acest mod până când toate fețele devin triunghiulare.
Se aplică în mod repetat oricare dintre următoarele două transformări, având grijă ca frontiera grafului să rămână întotdeauna un ciclu simplu:
1. Se elimină un triunghi cu o singură margine adiacentă la frontieră, așa cum este ilustrat în a doua figură. Acest pas scade numărul de muchii și fețe cu câte una și nu schimbă numărul de vârfuri, astfel încât se păstrează {\displaystyle V-M+F\,}.
2. Se elimină un triunghi cu două margini care sunt adiacente la frontieră, așa cum este ilustrat în a treia figură. Fiecare îndepărtare a triunghiului elimină un vârf, două margini și o față, astfel încât se păstrează {\displaystyle V-M+F\,}.

Aceste transformări reduc în cele din urmă graful plan la un singur triunghi. (Fără a menține frontiera un ciclu simplu, eliminarea unui triunghi ar putea deconecta triunghiurile rămase, invalidând restul argumentației. O ordine de eliminare validă este cea inversă completării unui complex simplicial.)
În acest moment triunghiul rămas are {\displaystyle V=3\,}, {\displaystyle M=3\,} și {\displaystyle F=1\,}, astfel încât {\displaystyle V-M+F=1\,}. Deoarece fiecare dintre cele două etape de transformare de mai sus a păstrat această cantitate, s-a arătat că {\displaystyle V-M+F=1\,} pentru obiectul plan deformat, demonstrând astfel că pentru poliedru {\displaystyle V-M+F=2\,}. Q.E.D.
Pentru demonstrații suplimentare, se poate consulta Twenty Proofs of Euler's Formula (română Douăzeci de demonstrații ale formulei lui Euler) de David Eppstein. Demonstrații multiple, inclusiv defectele și limitările acestora sunt folosite ca exemple în Proofs and Refutations (română Dovezi și respingeri) de Imre Lakatos.

## Definiția topologică
Suprafețele poliedrice discutate mai sus sunt, într-un limbaj modern, CW complexe bidimensionale finite. (Când se utilizează doar fețele triunghiulare, acestea sunt complexe simpliciale bidimensionale.) În general, pentru orice CW complex finit caracteristica Euler poate fi definită ca suma alternantă
{\displaystyle \chi =k_{0}-k_{1}+k_{2}-k_{3}+\cdots \,}
unde kn este numărul de celule de dimensiune n din complex.
Similar, pentru un complex simplicial caracteristica Euler este dată de suma alternantă
{\displaystyle \chi =k_{0}-k_{1}+k_{2}-k_{3}+\cdots \,}
unde kn este numărul de n-simplexuri din complex.
În general, pentru orice spațiu topologic se poate defini al n-lea număr Betti, bn, drept al n-lea ordin al grupului omolog singular. Atunci caracteristica Euler poate fi definită ca suma alternantă
{\displaystyle \chi =b_{0}-b_{1}+b_{2}-b_{3}+\cdots \,}.
Această cantitate este bine definită dacă numerele Betti sunt toate finite și dacă sunt zero dincolo de un anumit index n0. Pentru complexele simpliciale aceasta nu este aceeași definiție ca în paragraful anterior, dar un calcul al omologiei arată că cele două definiții vor da aceeași valoare pentru {\displaystyle \chi \,}.

## Proprietăți
Caracteristica Euler se comportă bine în raport cu multe operații de bază pe spații topologice, după cum urmează.

### Invarianța omotopiei
Omologia este un invariant topologic și, în plus, un invariant omotopic: două spații topologice care sunt echivalente omotopic au grupuri izomorfe de omologie. Rezultă că caracteristica Euler este, de asemenea, un invariant omotopic.
De exemplu, orice spațiu contractil (adică o omotopie echivalentă cu un punct) are omologie trivială, ceea ce înseamnă că al 0-lea număr Betti este 1 iar celelalte 0. Prin urmare, caracteristica sa Euler este 1. Acest caz include spațiul euclidian {\displaystyle \mathbb {R} ^{n}} din orice dimensiune, precum și bila unitate din orice spațiu euclidian — intervalul unidimensional, discul bidimensional, bila tridimensională etc.
Pentru un alt exemplu, orice poliedru convex este homeomorf cu bila tridimensională, deci suprafața sa este homeomorfă (deci echivalentă omotopic) cu sfera bidimensională, care are caracteristica Euler 2. Aceasta explică de ce poliedrele convexe au caracteristica 2 a lui Euler.

### Principiul de includere–excludere
Dacă M și N sunt două spații topologice, atunci caracteristica Euler a reuniunii lor disjuncte este suma caracteristicilor lor Euler, deoarece omologia este aditivă la reuniunea disjunctă:
{\displaystyle \chi (M\sqcup N)=\chi (M)+\chi (N).}
Mai general, dacă M și N sunt subspații ale unui spațiu mai mare X, atunci la fel sunt și reuniunea și intersecția lor. În unele cazuri, caracteristica Euler se supune unei versiuni a principiului de includere–excludere:
{\displaystyle \chi (M\cup N)=\chi (M)+\chi (N)-\chi (M\cap N).}
Acest lucru este adevărat în următoarele cazuri:
- Dacă  interioarele lui M și N din interiorul reuniunii acoperă încă reuniunea.[6]
- Dacă X este un spațiu compact local și se folosesc caracteristicile lui Euler în spațiul compact, nu sunt necesare alte ipoteze pentru M sau N.
- dacă X este un spațiu stratificat ale cărui straturi sunt echidimensionale, principiul de includere–excludere se aplică dacă M și N sunt reuniuni de straturi. Acest lucru se aplică în special dacă M și N sunt subvarietăți ale unei varietăți algebrice complexe.[7]

Dar principiul de includere–excludere nu se aplică în general. Un contraexemplu se obține considerând X dreapta reală, M o submulțime formată dintr-un singur punct și N complementul lui M.

### Suma obiectelor conexe
Pentru două n-varietăți închise conexe {\displaystyle M,N} se poate obține o nouă varietate conexă {\displaystyle M\#N} prin operația de însumare conexă. Caracteristica Euler este dată de formula
{\displaystyle \chi (M\#N)=\chi (M)+\chi (N)-\chi (S^{n}).}

### Proprietatea produsului
De asemenea, caracteristica Euler a oricărui produs spațial M × N este
{\displaystyle \chi (M\times N)=\chi (M)\cdot \chi (N).}
Aceste proprietăți de adunare și înmulțire se bucură și de cardinalitatea mulțimilor. În acest fel, caracteristica Euler poate fi privită ca o generalizare a cardinalității.

### Spații de acoperire
În mod similar, pentru un spațiu de acoperire cu k-foi {\displaystyle {\tilde {M}}\to M,} acesta are
{\displaystyle \chi ({\tilde {M}})=k\cdot \chi (M).}
Mai general, pentru un spațiu de acoperire ramificat, caracteristica Euler a acoperirii poate fi calculată din cele de mai sus, cu un factor de corecție pentru punctele de ramificare, care duce la formula Riemann–Hurwitz.

### Proprietatea de fibrare
Proprietatea produsului este mult mai generală, pentru fibrări cu anumite condiții.
Dacă {\displaystyle p\colon E\to B} este o fibrare cu fibra F și baza B conexă, iar fibrarea este orientabilă în domeniul K, atunci caracteristica Euler cu coeficienți în domeniul K satisface proprietatea produsului:
{\displaystyle \chi (E)=\chi (F)\cdot \chi (B).}
Aceasta include produsele spațiale și spațiile de acoperire ca fiind cazuri particulare și poate fi demonstrată prin secvența spectrală Serre privind omologia unei fibrări.
Pentru pachetele de fibre, acest lucru poate fi înțeles și în termenii unei aplicații de transfer {\displaystyle \tau \colon H_{*}(B)\to H_{*}(E)} — de reținut că aceasta este o ridicare și merge „pe o cale greșită” — a cărei compunere prin aplicația de proiecție {\displaystyle p_{*}\colon H_{*}(E)\to H_{*}(B)} este înmulțirea cu caracteristica Euler a fibrei:
{\displaystyle p_{*}\circ \tau =\chi (F)\cdot 1.}

## Exemple

### Suprafețe
Caracteristica Euler poate fi calculată cu ușurință pentru suprafețe, echivalând suprafața cu un poligon (cu un CW complex) și utilizând definițiile de mai sus.
| Nume                                                    | Imagine | Caracteristica Euler |
| ------------------------------------------------------- | ------- | -------------------- |
| Segment                                                 |         | 1                    |
| Cerc                                                    |         | 0                    |
| Disc                                                    |         | 1                    |
| Sferă                                                   |         | 2                    |
| Tor (Produs a două cercuri)                             |         | 0                    |
| Tor dublu                                               |         | −2                   |
| Tor triplu                                              |         | −4                   |
| Plan proiectiv real                                     |         | 1                    |
| Bandă Möbius                                            |         | 0                    |
| Sticla lui Klein                                        |         | 0                    |
| Două sfere (neconexe) (Reuniune disjunctă a două sfere) |         | 2 + 2 = 4            |
| Trei sfere (neconexe) (Reuniune disjunctă a trei sfere) |         | 2 + 2 + 2 = 6        |

### Mingea de fotbal
Uzual, mingea de fotbal este construită prin îmbinarea de piese pentagonale și hexagonale, cu câte trei piese care se întâlnesc în fiecare vârf (vezi de exemplu Adidas Telstar). Dacă se folosesc P pentagoane și H hexagoane, atunci există {\displaystyle F=P+H\,} fețe, {\displaystyle V=(5P+6H)/3\,} vârfuri și {\displaystyle M=(5P+6H)/2\,} muchii. Astfel, caracteristica Euler este
{\displaystyle V-M+F={\frac {5P+6H}{3}}-{\frac {5P+6H}{2}}+P+H={\frac {P}{6}}.}
Deoarece caracteristica Euler a sferei este 2, rezultă că P = 12. De aceea mingea de fotbal are întotdeauna 12 pentagoane. În principiu, numărul de hexagoane nu este limitat. O considerație analoagă se poate face la fulerene și la poliedrele Goldberg.

### În dimensiuni oarecare
Sfera n-dimensională are grupuri de omologie singulare egale cu
{\displaystyle H_{k}(S^{n})={\begin{cases}\mathbb {Z} &k=0,n\\\{0\}&{\text{altfel,}}\end{cases}}}
prin urmare are numărul Betti 1 în dimensiunile 0 și n, iar toate celelalte numere Betti sunt 0. Caracteristica sa Euler este atunci {\displaystyle 1+(-1)^{n}\,} adică fie 0, fie 2
Spațiul proiectiv real n-dimensional este câtul dintre n-sferă și aplicația antipodală (cu doi poli). Rezultă că caracteristica sa Euler este exact jumătate din sfera corespunzătoare, adică fie 0, fie 1.
Torul n-dimensional este produsul spațial al n cercuri. Caracteristica sa Euler este 0, după proprietatea produsului. Mai general, orice varietate paralelizabilă compactă, incluzând orice grup Lie compact, are caracteristica Euler 0.
Caracteristica Euler a oricărei varietăți închise cu o dimensionalitate impară este și ea 0. Cazul exemplelor orientabile este un corolar al dualității Poincaré. Această proprietate se aplică mai general oricărui spațiu stratificat compact, toate aceste straturi având o dimensionalitate impară. De asemenea, se aplică și varietăților închise neorientabile cu dimensionalitate impară, prin intermediul celor 2-la-1 suprafețe dublu orientabile.

## Relațiile cu alți invarianți
Caracteristica Euler a unei suprafețe închise orientabile poate fi calculată din genul g (numărul de toruri dintr-o descompunere de tip sumă conexă a suprafeței, intuitiv numărul „găuri”) ca
{\displaystyle \chi =2-2g\,}.
Caracteristica Euler a unei suprafețe neorientabile închise poate fi calculată din genul său neorientabil k (numărul de plane proiective reale într-o descompunere de tip sumă conexă a suprafeței) ca
{\displaystyle \chi =2-k.}
Pentru varietățile netede închise, caracteristica Euler coincide cu caracteristica Euler al fibratului tangent evaluat pe clasa fundamentală a unei varietăți. La rândul său, clasa Euler este legată de toate celelalte clase caracteristice ale fibratelor vectoriale.
Pentru varietățile Riemanniene închise, caracteristica Euler poate fi găsită și prin integrarea curburii; a se vedea teorema Gauss–Bonnet pentru cazul bidimensional și teorema Gauss–Bonnet generalizată pentru cazul general.
Un analog discret al teoremei Gauss–Bonnet este teorema René Descartes despre deficitul unghiular total al unui poliedru, măsurat în cercuri complete, este caracteristica Euler a poliedrului.
Teorema lui Hadwiger caracterizează caracteristica Euler ca fiind unicul (până la produsul scalar) invariant la translație, finit aditiv, o funcție pe mulțimi nu neapărat nenegativă, definită pe reuniuni finite din spațiul compact al mulțimilor convexe din Rn care este „omogen de gradul 0”.

## Generalizări
Pentru fiecare complex de celule combinatoric, finit, se definește caracteristica Euler drept numărul de 0-celule, minus numărul de 1-celule, plus numărul de 2-celule etc. În particular, caracteristica Euler a unei mulțimi finite este pur și simplu cardinalitatea sa, iar caracteristica Euler a unui graf este numărul de vârfuri minus numărul de muchii.
Mai general, se poate defini caracteristica Euler a oricărui lanț de complexe drept suma alternativă a ordinelor grupurilor de omologie ale lanțului de complexe, presupunând că toate aceste ordine sunt finite.
Conceptul de caracteristică Euler a unei mulțimi parțial ordonate mărginite și finite este o altă generalizare, importantă în combinatorică. O mulțime parțial ordonată este „mărginită” dacă are cele mai mici și mai mari elemente; numite 0 și 1. Caracteristica Euler a unei astfel de mulțimi parțial ordonate este definită drept întregul μ(0,1), unde μ este funcția Möbius din algebra de incidență. Acest lucru poate fi generalizat în continuare.